# جاسم المضف
جاسم عبد الله جاسم محمد المضف من مواليد دولة الكويت في عام 1953 ، وزير كويتي سابق، ونائب سابق في مجلس الامة، شارك في انتخابات مجلس الأمة الكويتي عن الدائرة الرابعة الدعية عام 1996 وفاز بالانتخابات، عمل مديراً للعقود لدى الدائرة القانونية في مؤسسة الخطوط الجوية الكويتية ، ومستشاراً قانونياً لدى شركة البترول الوطنية، ورئيس الاتحاد الوطني لطلبة جامعة الكويت ، له عدة أبحاث قانونية، شغل منصب وزير التجارة والصناعة في حكومة 1996 ، حاصل علي ليسانس حقوق وشريعة من جامعة الكويت.